# Кольбейдн Тоурдарсон
Кольбейдн Тоурдарсон (исл. Kolbeinn Þórðarson; род. 12 марта 2000, Исландия) — исландский футболист, полузащитник клуба «Гётеборг»

## Биография
Родился 12 марта 2000 года. Является воспитанником клуба «Брейдаблик». Дебютировал за клуб в 2017 году.
31 июля 2019 года перешел в бельгийский клуб «Ломмел».
17 августа 2023 года подписал контракт со шведским клубом «Гётеборг».

## Карьера в сборной
Играл за молодёжные сборные Исландии по футболу разных возрастов. Дебютировал за основную сборную Исландии по футболу 8 июня 2021 года в товарищеском матче против Польши (2:2). Он заменил Арона Гуннарссона на 87-й минуте матча.